# Coolock
Coolock (irl. An Chúlóg – co znaczy „mały zakręt”) – dzielnica Dublina w Irlandii. Przez Coolock przepływa rzeka Santry. Dublin 5, Dublin 13 i Dublin 17 to pocztowe okręgi obejmujące tą dzielnicę.

## Historia
Coolock zamieszkiwali ludzie już 3500 lat temu, o czym świadczą wykopaliska z epoki brązu. Jednak do lat 50. XX w. była to mała wieś z kilkoma zabytkowymi kościołami. Później stopniowo stawała się popularnym miejscem dla zabudowy szeregowych domków jakich mnóstwo dzisiaj w całej Irlandii. Do znanych osób, które były związane z tym miejscem możemy zaliczyć Henry’ego Grattana, który walczył o wolność w samodzielnym tworzeniu prawa przez irlandzki parlament oraz nowelistę Charlesa Levera.